# Motion majoritaire
Une motion majoritaire est un texte d'orientation politique employé, en France, par certains partis et syndicats (comme le Parti socialiste et la CFDT). Elle vise, par le débat, à faire converger les revendications et les actions des militants. Elle est adoptée en séance solennelle, par exemple à l’occasion de congrès au cours desquels sont renouvelés leurs instances et leurs dirigeants.
Une motion est rédigée par un rapporteur à partir de plusieurs contributions débattues et recueillies auprès de militants concernés par ses thématiques. Lors des congrès, les différentes motions sont proposées à l'approbation de l'ensemble des militants, ou de leurs représentants. Chacune y est défendue par ses signataires. Les principaux signataires peuvent être amenés à diriger la politique ainsi adoptée.